# Роздольська сільська рада (Голованівський район)
| Роздольська сільська рада — колишній орган місцевого самоврядування у Голованівському районі Кіровоградської області з адміністративним центром у с. Роздол. Сільській раді підпорядковані населені пункти: - с. Роздол |

## Склад ради
Рада складається з 14 депутатів та голови.

### Керівний склад ради
| ПІБ                      | Основні відомості                                                                           | Дата обрання | Дата звільнення |
| ------------------------ | ------------------------------------------------------------------------------------------- | ------------ | --------------- |
| Гулько Лариса Леонідівна | Сільський голова, 1968 року народження, освіта, член Соціалістичної партії України          | 26.03.2006   | 31.10.2010      |
| Коваль Марина Петрівна   | Сільський голова, 1970 року народження, освіта вища, Всеукраїнське об'єднання 'Батьківщина' | 31.10.2010   |                 |

Примітка: таблиця складена за даними джерела

## Населення
За переписом населення України 2001 року в сільській раді мешкало 536 осіб.

### Мова
Розподіл населення за рідною мовою за даними перепису 2001 року:
| Мова       | Відсоток |
| ---------- | -------- |
| українська | 94,42 %  |
| російська  | 3,16 %   |
| молдовська | 2,23 %   |
| білоруська | 0,19 %   |